# Acanthispa rufa
Acanthispa rufa es un coleóptero de la familia Chrysomelidae. Fue descrita en 1927 por Maurice Pic como Acanthodes rufa.